# Pizzo
Pizzo (kalabrijsko U Pizzu), imenovan tudi Pizzo Calabro, je pristanišče in občina v pokrajini Vibo Valentia (Kalabrija, južna Italija), ki leži na strmi pečini s pogledom na zaliv Svete Eufemije.
Ribolov je ena glavnih dejavnosti, vključno z ribolovom tunov in koral.
Najbližje letališče je letališče Lamezia Terme.

## Zgodovina
Tako kot mnogi drugi kraji v Kalabriji tudi Pizzo trdi, da ima starodavno poreklo. Mesto so morda ustanovili kolonisti z neznanega najdišča v starodavni Magna Graecii, vendar trenutno ni dokumentarnih ali arheoloških dokazov, ki bi to podprli. Posledično se zgodovina mesta Pizzo začne leta 1300, ko je dokumentiran obstoj skupnosti Bazilijevih menihov, utrdbe in ribiške vasice. Ime Pizzo (v prevodu 'ptičji kljun' ali 'štrleča točka') se popolnoma ujema z lehnjakovim rtom, ki štrli v morje blizu izliva reke Angitole.
Tune so bile stoletja ujete na plažah okoli Pizza, zlasti v mesecih maju in juniju. Kljub temu, da je sčasoma izgubila pomen, se je ta dejavnost nadaljevala do 1970-ih na območju Centofontane, kjer so bile mreže razpete za tune v ogradi z obale. Ostajajo ruševine dejavnosti. Dejavnost je zdaj prepovedana. Območji Piedigrotta in Prangi vključujeta nekaj morskih jam in saracensko jamo, čeprav je danes v veliki meri erodirana, so saracenski pirati domnevno uporabljali za shranjevanje plena in ljudi, ujetih med njihovimi napadi vzdolž obale Kalabrije.
Nekdanji neapeljski kralj Joachim Murat, ki je bil Napoleonov svak, je bil več dni zaprt v mestnem aragonskem gradu in nato obsojen na smrt. Usmrtili so ga s strelskim vodom 13. oktobra 1815 v glavni dvorani gradu in verjetno pokopali v cerkvi sv. Jurija. Paradoksalno je, da se grad zdaj imenuje Castello Murat. V notranjosti gradu je Pokrajinski muzej Murat.
Leta 1783 je mesto skoraj uničil potres, leta 1905 pa je zaradi istega vzroka utrpelo nekaj škode.

## Glavne znamenitosti
Ima star grad, ki so ga zgradili Aragonci v 15. stoletju in v katerem je bil 13. oktobra 1815 ustreljen nekdanji neapeljski kralj Joachim Murat.
Druge znamenitosti so baročna cerkev sv. Jurija (1632) in jamska cerkev Piedigrotta (17. stoletje).

## Hrana
Pizzo je na tem območju znan po Tartufu, ki je velika krogla sladoled, polnjena s stopljeno čokolado.